# Доброівановка
Доброіва́новка (рос. Доброивановка) — село в Грайворонському районі, Бєлгородська область, Росія. Адміністративний центр Доброівановського сільського поселення.

## Географія
Село розташоване в західній частині Бєлгородської області, на правому березі річки Ворскла, вище за її руслом від районного центру, міста Грайворон (за 4,8 км на північний схід навпростець).

## Історія

### Походження назви
Поселення виникло в другій половині XVII століття на річці Ворскла поруч із існуючим (з 1642 року) хутором під назвою Тополі. Імовірно засновником Доброівановки став якийсь Іван, що мав лагідний характер і носив прізвисько «добрий».

### Історичний нарис
Поселення виникло завдяки Бєлгородській оборонній лінії.
У 1800-ті роки в документах Головчанської волості зустрічається село Добро-Івановка, яке входило спочатку до Хотмижського повіту, а з 1838 року — до Грайворонського.
До реформи 1861 року селяни села були поділені між трьох власників — Степанов, Кривской і Сафонов. 
Після Жовтневої революції землі поміщиків були конфісковані. В селі були організовані колгоспи «Червона хвиля», «День урожаю» та «Ударник».
З липня 1928 року село Добро-Івановка — центр Добро-Іванівської сільської Ради (3 села) Грайворонського району.
У 1950-ті рр. в Добро-Івановській сільраді Грайворонського району — 3 села і хутір.
1950 року було проведено укрупнення колгоспів: колгоспи «Червона хвиля», «День урожаю» та «Ударник» були об'єднані в один колгосп «Шлях до комунізму».
1960 року в селі з'явилася електрика.
1966 року колгосп «Шлях до комунізму» був перейменований в колгосп «Комінтерн».
Після грудня 1962 року село разом з усім Грайворонським районом передано до складу Борисовського району.
У 1970-ті роки село Доброівановка як і раніше центр сільради (3 села, хутір) у Борисовському районі.
З жовтня 1989 Доброівановка — центр Доброівановської сільради (3 села, хутір) у Грайворонському районі.
З 1997 р. село Доброівановка — центр Доброівановського сільського округу (3 села, хутір) у Грайворонському районі.

## Населення
X ревізія 1857-1859 років переписала в селі Добра-Івановка 110 душ чоловічої статі.
За переписом 1884 р.: Грайворонського повіту Головчанської волості село Добра-Івановка — «селяни власників»: «кол. Степанова» — 25 дворів (22 хати), 130 осіб (69 чол., 61 жін.), грамотних 3 чоловік.; «кол. Кривскаго» — 15 дворів (15 хат), 60 осіб (30 чол., 30 жін.), грамотних немає; «кол. Сафонова» — 44 двори (44 хати), 223 особи (118 чол., 105 жін.), грамотних немає.
На 1890 р. в селі Добро-Івановка Головчанської волості — 378 жителів (190 чоловіків, 188 жінок).
У 1932 в Добро-Івановці 569 жителів.
На 17 січня 1979 р. в селі 480 жителів, на 12 січня 1989 р. — 325 (126 чоловіків, 199 жінок).
У 1997 році в селі Доброівановка налічувалося 153 домоволодіння, 321 житель.